# Arroz hayashi
El arroz hayashi (ハヤシライス) es un plato muy popular en Japón, se puede encontrar fácilmente servido en las mesas de los restaurantes familiares. Es una especie de estofado que lleva carne de vaca, cebollas, y champiñones cortados en rodajas, todo ello envuelto en una salsa demi-glace que a menudo contiene vino tinto y salsa de tomate. Esta salsa se sirve sobre la cama de arroz cocido a lo largo de todo el plato. La salsa se combina a veces con unas gotas de crema fresca. Tiene alguna similitud con el curry japonés y a veces aparece en los menús japoneses como un simple curry. El arroz Hayashi es uno de los platos de estilo occidental más populares en Japón. La salsa del arroz hayashi se comercializa en supermercados japoneses en forma de bloques de roux y se prepara instantáneamente. Al igual que el curry japonés, este plato se come con cuchara.

## Origen del Nombre
Existe algún debate acerca del origen del nombre de este plato. Una opinión generalizada menciona que el nombre proviene del primer presidente de la Maruzen Corporation (丸善雄松堂), Hayashi Yuuteki (早矢仕有的). Otra teoría menciona que el nombre del cocinero que lo inventó se llamaba Hayashi en el restaurante Ueno Seiyouken(上野精養軒), quién servía comidas a los empleados de diversas factorías cercanas y con esta popularidad fue adquiriendo el nombre. La explicación más común y la más simple menciona que el nombre del plato es una adaptación de la palabra inglesa para el "hashed beef".

## Variantes
El arroz Hayashi se ha comercializado con éxito en Corea y en este país se conoce como "Hash curry", es manufacturado por la compañía Ottogi.
- Datos: Q1205609
- Multimedia: Hayashi rice / Q1205609